# 杰拉尔丁·赛杜
杰拉尔丁·赛杜（法語：Geraldine Seydoux，1964年6月18日—），约翰斯·霍普金斯大学分子生物学和遗传学教授、亨廷顿·谢尔顿医学发现教授、基础研究副院长，霍华德·休斯医学研究所研究员，2002年获《发现》杂志提名为科学界50大女性人物。

## 教育
1986年获缅因大学理学士，1991年获普林斯顿大学博士，其后参加卡内基科学研究所的博士后培养，1995年加入约翰斯·霍普金斯大学。

## 研究
主要研究方向为胚胎的最早期阶段、单细胞卵发育为多细胞胚胎的方式，其实验室曾试图确定胚胎发育和极化被激活的过程。除此之外，赛杜还对秀麗隱桿線蟲进行研究，以检查胚胎如何在细胞体和生殖细胞系之间做出选择。她还证明mRNA合成必定会在细胞系形成前完全抑制。另外，她也证实受精精子中的蛋白质会触发卵子内结构蛋白的重组，这是单细胞胚胎极化前后的必定步骤；她的研究为单细胞完全形成多细胞生物提供了诸多见解。

## 部分论文
- Smith, Jarrett; Calidas, Deepika; Schmidt, Helen; Lu, Tu; Rasoloson, Dominique; Seydoux, Geraldine. . eLife. 2016-12-03, 5: e21337  [2022-10-03]. doi:10.7554/eLife.21337. （原始内容存档于2022-10-11）.
- Paix, Alexandre; Folkmann, Andrew; Goldman, Daniel H.; Kulaga, Heather; Grzelak, Michael J.; Rasoloson, Dominique; Paidemarry, Supriya; Green, Rachel; Reed, Randall R.; Seydoux, Geraldine. . Proceedings of the National Academy of Sciences. 2017-11-28, 114 (50)  [2022-10-03]. doi:10.1073/pnas.1711979114. （原始内容存档于2022-10-05）.
- Ouyang, John Paul T.; Folkmann, Andrew; Bernard, Lauren; Lee, Chih-Yung; Seroussi, Uri; Charlesworth, Amanda G.; Claycomb, Julie M.; Seydoux, Geraldine. . Developmental Cell. 2019-09-23, 50 (6): 716–728.e6  [2022-10-03]. PMID 31402283. doi:10.1016/j.devcel.2019.07.026. （原始内容存档于2022-10-17）.
- Putnam, Andrea; Cassani, Madeline; Smith, Jarrett; Seydoux, Geraldine. . Nature Structural & Molecular Biology. 2019-03, 26 (3): 220–226  [2022-10-03]. PMC 6668929 . PMID 30833787. doi:10.1038/s41594-019-0193-2. （原始内容存档于2022-10-15）.
- Seydoux, Geraldine. . Journal of Molecular Biology. 2018-11, 430 (23): 4702–4710  [2022-10-03]. PMID 30096346. doi:10.1016/j.jmb.2018.08.007. （原始内容存档于2022-11-01）.

## 奖项
- 1996年：大卫和露西尔·帕卡德基金会（英语：David and Lucile Packard Foundation）研究员[9]
- 1997年：塞尔学者（英语：Searle Scholar）[10]
- 2001年：麦克阿瑟奖[8]
- 2001年：克许研究员[11]
- 2013年：美国文理科学院院士[12][13]
- 2016年：美国国家科学院院士[1]
- 2018年：克吉·瓦利（英语：Bert L. Vallee）荣誉教席讲师[14]
- 2019年：哈维学会（英语：Harvey Society）荣誉讲师[15]
- 2022年：格鲁伯遗传学奖[16]